# 高橋知里
高橋 知里（たかはし ちさと、1980年1月22日 - ）は、兵庫県出身の元女子競輪選手。日本競輪選手会兵庫支部所属、ホームバンクは兵庫県立明石公園球技場兼自転車競技場。日本競輪学校（当時。以下、競輪学校）第112期生。

## 経歴
プロゴルファーを目指し、ゴルフ場でキャディとして働いていたときにガールズケイリンを知り、プロスポーツ選手への憧れもあって競輪選手を志したという。
2度の不合格を経て、2016年1月14日、競輪学校第112回技能試験に合格。在校競走成績は13位（0勝）。
2017年7月8日、静岡競輪場でデビューし7着。
2019年7月25日、選手登録消除。通算戦績は104戦0勝。